# Igor Bragado
Igor Bragado (1985, Guernica) es un arquitecto, artista, escritor y profesor de arquitectura español. Bragado ha impartido clases en la Escuela de Arquitectura de la Universidad de Cornell y en la Cooper Union, ambas en Nueva York. Desde el 2019, Bragado es profesor en la IE University. Bragado ha sido reconocido como uno de los arquitectos más influyentes de España, y fue premiado con la Beca de la Real Academia de España en Roma en 2019.

## Biografía
Fundó la oficina de diseño multidisciplinar Common Accounts en 2016 junto a su socio Miles Gertler, mientras ambos estudiaban arquitectura en la Universidad de Princeton, Estados Unidos.
Bragado y Gertler han dado conferencias sobre su obra y pensamiento en la Universidad de Harvard, Avenida Alserkal en Dubái, Universidad de Columbia, Universidad de Tokio, y el Museo Nacional de Arte Moderno y Contemporáneo de Corea del Sur (MMCA).
Bragado ha vivido y trabajado en Nueva York, Pekín, Barcelona, Seúl, Tokio y Roma. Actualmente reside en Madrid.

## Obras
- Don't Let Me Be Lonely House (2022)[10]

## Exposiciones
- Processing Protocols (Canadian Center for Architecture CCA, Montreal, 2021)[11]
- Parade of All The Feels (Museo de Arte Contemporáneo de Toronto, 2021)[12]
- El Luto de tu Archivo. Músculo y Eternidad (Azkuna Zentroa, Bilbao, 2021)[13]
- Going Fluid (Seoul Museum of Art, Seúl, 2019)[14]
- Three Ordinary Funerals (Bienal de Arquitectura de Seúl, 2017)[15]
- Going Fluid (Bienal de Diseño de Estambul, 2016)[16]

## Distinciones
- Beca Academia de España en Roma (2019)[17]
- Design History Society Writing Prize (2017)[18]
- Suzanne Kolarik Underwood Prize (Universidad de Princeton, 2016)[19]
- Premio Fundación Arquia (2007-2010)[20]

## Artículos
- Planet Fitness: Anthropo-Frontierism and the Survival of the Fittest con Miles Gertler (Log, 2019)[21]
- La sistematización del escándalo: el caso Watergate como evento arquitectónico (Babelia, El País, 2017)[22]
- Designing the Climate at the Edge of Change con Rennie Jones (Design History Society, 2017)[23]
- Compromisos (Babelia, El País, 2015)[24]
- Una ruina futurista en Seúl (Babelia, El País, 2014)[25]